# Комишловський район
Комишло́вський район (рос. Камышловский район) — адміністративна одиниця Свердловської області Російської Федерації.
Адміністративний центр — місто Комишлов, яке однак не входить до складу району.

## Географія
На півночі район межує з Ірбітським районом, на заході — з Сухолозьким і Богдановицьким районами, на сході — з Пишминським і Талицьким, на півдні — з Курганською областю.

## Населення
Населення району становить 28914 осіб (2019; 28162 у 2010, 29048 у 2002).

## Адміністративно-територіальний поділ
На території району 5 сільських поселень:
| Поселення                      | Площа, км² | Населення, осіб (2002) | Населення, осіб (2010) | Населення, осіб (2019) | Центр       | Населені пункти |
| ------------------------------ | ---------- | ---------------------- | ---------------------- | ---------------------- | ----------- | --------------- |
| Восточне сільське поселення    | -          | 3455                   | 3065                   | 2549                   | Восточний   | 8               |
| Галкинське сільське поселення  | -          | 4545                   | 3633                   | 2938                   | Галкинське  | 14              |
| Заріченське сільське поселення | -          | 6250                   | 5749                   | 5586                   | Баранникова | 13              |
| Калиновське сільське поселення | -          | 9242                   | 10453                  | 12738                  | Калиновське | 4               |
| Обуховське сільське поселення  | -          | 5556                   | 5262                   | 5103                   | Обуховське  | 15              |

## Найбільші населені пункти
| № | Населений пункт | Населення, осіб (2002) | Населення, осіб (2010) |
| - | --------------- | ---------------------- | ---------------------- |
| 1 | Єланський       | 8 797                  | 10 038                 |
| 2 | Обуховське      | 2 417                  | 2 395                  |
| 3 | Восточний       | 2 460                  | 2 248                  |
| 4 | Восход          | 1 130                  | 1 042                  |